# Bubekia tricarinata
Bubekia tricarinata är en stekelart som först beskrevs av William Harris Ashmead 1888.  Bubekia tricarinata ingår i släktet Bubekia och familjen puppglanssteklar. Inga underarter finns listade.